# Lijst van beelden in Sittard-Geleen
Dit is een (onvolledige) chronologische lijst van beelden in Sittard-Geleen. Onder een beeld wordt hier verstaan elk driedimensionaal kunstwerk in de openbare ruimte van de Nederlandse gemeente Sittard-Geleen, waarbij beeld wordt gebruikt als verzamelbegrip voor sculpturen, standbeelden, installaties, gedenktekens en overige beeldhouwwerken.
Voor een volledig overzicht van de beschikbare afbeeldingen zie de categorie Beelden in Sittard-Geleen op Wikimedia Commons.
| Geplaatst          | Omschrijving                                                         | Kunstenaar                         | Straat                                                   | Plaats              | Materiaal                 | Afbeelding   |
| ------------------ | -------------------------------------------------------------------- | ---------------------------------- | -------------------------------------------------------- | ------------------- | ------------------------- | ------------ |
| 1633               | Wapensteen                                                           |                                    | Wolfrath, Kasteel                                        | Holtum              |                           |              |
| 1651               | Gevelsteen                                                           |                                    | Platz, kerk                                              | Limbricht           |                           |              |
| 1752               | Wapensteen                                                           |                                    | Watersley, Huis Watersley                                | Sittard             |                           |              |
|                    | Wapensteen                                                           |                                    | Allee, Kasteel                                           | Limbricht           |                           |              |
| 1895               | (reliëfs)                                                            |                                    | Steenweg                                                 | Sittard             | terracotta                |              |
| 1900               | Maria monument                                                       | Atelier Kasteleyn / Kühnen         | Kerkplein                                                | Sittard             | zandsteen                 |              |
| 1901               | Gevelsteen                                                           |                                    | Abshoven, klooster                                       | Munstergeleen       |                           |              |
| 1907               | (reliëfs)                                                            |                                    | Rijksweg-Zuid                                            | Sittard             | zandsteen                 |              |
| 1908               | Sint Antonius / Wapenstenen                                          |                                    | Parklaan                                                 | Sittard             |                           |              |
| 1912               | Maria met kind / Wapenstenen                                         |                                    | Parklaan                                                 | Sittard             |                           |              |
| 1920               | Heilig Hartbeeld (Einighausen)                                       | Atelier Thissen                    | Brandstraat / Everstraat                                 | Einighausen         | steen                     | H.Hartbeeld  |
| 1922               | Heilig Hart (reliëf)                                                 |                                    | Pastoor Janssenstraat                                    | Limbricht           | zandsteen                 |              |
| 1922               | Piëta (reliëf)                                                       |                                    | Pastoor Janssenstraat                                    | Limbricht           | zandsteen                 |              |
| 1924               | Staatsmijn Maurits, voormalig hoofdkantoor                           | Willem Leliman                     | Mijnweg                                                  | Geleen              | steen                     |              |
| 1924               | Kaspar de Mijngod (4x), in dakrand voormalig hoofdkantoor SM Maurits | Willem Brouwer                     | Mijnweg                                                  | Geleen              | steen                     |              |
| 1929               | Heilig Hartbeeld (Holtum)                                            | Atelier Thissen                    | Panneshofstraat / Martinusstraat                         | Holtum              | natuursteen               |              |
| 1930               | Heilig Hartbeeld (Oud-Geleen)                                        | Atelier J.W. Ramakers en Zonen     | Leursstraat / Marcellienstraat                           | Geleen              | kalksteen                 |              |
| 1932               | Heilig Hartbeeld (Krawinkel)                                         | Atelier J.W.Ramakers               | Spoorstraat                                              | Geleen              | steen                     |              |
| 1934               | Heilig Hartbeeld ?                                                   | Jean Weerts                        | In de Camp                                               | Broeksittard        | composiet                 |              |
| 1935               | Karel Houben (buste)                                                 | Broeder Lucas                      | Pater Karelweg                                           | Munstergeleen       | steen                     |              |
| 1937               | Mijnwerkersmonument                                                  | Eugène Quanjel / Mathieu van Thoor | Mauritspark                                              | Geleen              | boetseerklei en bakstenen |              |
| 1943               | Heilig Hartbeeld (Overhoven)                                         | Charles Vos                        | Geldersestraat, kerk                                     | Sittard             | natuursteen               |              |
| ca. 1944           | Heilig Hartbeeld (Sittard)                                           | Albert Meertens                    | Leyenbroekerweg                                          | Sittard             | keramiek                  |              |
| 1946               | Nicolaes Reubsaet                                                    | Charles Tangelder                  | Markt                                                    | Sittard             | klei                      |              |
| 1948               | Verzetsmonument                                                      | Jean Weerts                        | Bloemenmarkt                                             | Geleen              | Kunradersteen             |              |
| 1948 / 1999        | Fortuna’54 en SV Maurits monument                                    | Eugène Quanjel                     | Geenstraat / Henri Hermanslaan                           | Geleen              | steen                     |              |
| 1949               | Sittard 700 jaar stad (reliëf)                                       | Charles Tangelder                  | Kloosterplein, Jochem Erenshoes                          | Sittard             | terracotta                |              |
| 1950               | Sint Jozef met kindje Jezus                                          | Charles Vos                        | Markt                                                    | Sittard             | natuursteen               |              |
| 1951               | Barbarabeeld                                                         | Wim van Hoorn                      | Mijnweg                                                  | Geleen              | natuursteen / mergel      |              |
| 1952               | Sint Petrus                                                          | Charles Tangelder                  | Kerkplein                                                | Sittard             | brons                     |              |
| 1953               | Glasmozaïek                                                          | Henri Schoonbrood                  | Tunnelstraat / Mijnweg                                   | Geleen              | mozaïek                   |              |
| 1953               | Maria met Kind                                                       | Leo Jungblut                       | Cornelisstraat / Rijksweg                                | Geleen              | steengoed                 |              |
| 1953               | Barbarabeeld ter gedachtenis oorlogsslachtoffers                     | Pie Schmitz                        | begraafplaats Van Banninglaan                            | Geleen              | natuursteen               |              |
| 1954               | OL Vrouw van Banneux                                                 | Pie Schmitz                        | Nachtegaalstraat                                         | Geleen              | keramiek                  |              |
| 1954               | Sint Jozef met het laddertje                                         | Charles Tangelder                  | Ophoven / Steegstraat                                    | Sittard             | terracotta                |              |
| 1957 / 1994        | Felix Rutten                                                         | Eduard Eberlé / Gjus Roebroek      | Felix Ruttenlaan                                         | Sittard             | brons                     |              |
| 1957               | Oorlogsmonument 1940-1945                                            | Charles Tangelder                  | Markt                                                    | Sittard             | brons                     |              |
| 1958               | Wilhelminamonument                                                   | Peter Roovers                      | Markt                                                    | Geleen              | brons en stenen sokkel    |              |
| 1960               | Heilige Barbara                                                      | Frans Cox                          | Burgemeester Lemmensstraat / Javastraat (Barbarazaelke)  | Geleen              | chamotte                  |              |
| 1960               | Olympische ruiter                                                    | Harry de Groot                     | Pastoor Vonckenstraat                                    | Geleen              | ijzersmeedwerk            |              |
| 1960               | (reliëfs)                                                            | Rob Stultiens                      | Gouverneur Van Hövellstraat                              | Sittard             | keramiek                  |              |
| 1960               | Sint Petrus / Spelende Kinderen                                      | Frans Deumes                       | Overhovenerstraat, school                                | Sittard             | mozaïek                   |              |
| 1961               | Sint Michaël en de draak (reliëf)                                    | Frans Gast                         | Jos Klijnenlaan, school                                  | Geleen              |                           |              |
| 1966               | Jongen op ezel                                                       | Dries Engelen                      | Dunantstraat, school                                     | Geleen              | beton                     |              |
| 1966               | Mariniersmonument                                                    | Jos Hermans / P.Sigmond            | Charles Beltjenslaan                                     | Sittard             | brons                     |              |
| 1968               | Cantecleer                                                           | Jos Hermans                        | Burg.Schrijenstraat, Sjtadssjool                         | Sittard             | staal                     |              |
| 1968               | Ontplooide jeugd                                                     | Jos Hermans                        | Doctor Nolenslaan                                        | Sittard             |                           |              |
| 1968               | Vruchtbaarheidssymbolen                                              | Emile Taalman                      | Norbertijnenstraat                                       | Geleen              | koper                     |              |
| 1970               | Moeder en kind                                                       | Sjra Schoffelen                    | Arendstraat                                              | Sittard             | kunsthars / glasvezel     |              |
| 1971               | Drie leerlingen                                                      | Gène Eggen                         | JosKlijnenlaan, school                                   | Geleen              | kalksteen                 |              |
| 1971               | Reliëf                                                               | Peter Hermans                      | Valkstraat, school                                       | Sittard             | rvs                       |              |
| 1971 / 2010        | Schelpen met de parel                                                | Jos Hermans                        | Jos Klijnenlaan, school                                  | Geleen              | metaal                    |              |
| 1973               | Zefke Mols                                                           | Gène Eggen                         | Begijnenhofwal                                           | Sittard             | kalksteen                 |              |
| 1973               | (Zittesje) Laammaekesj                                               | Gène Eggen                         | De Wieër                                                 | Sittard             | kalksteen                 |              |
| 1974               | Moeder en kind                                                       | Donald de Leest                    | Citypark                                                 | Sittard             |                           | Moederschap  |
| 1974               | Muziektoren                                                          | Tom Franssen                       | Huntstraat                                               | Sittard             | aardewerk                 |              |
| 1975               | De troubadour                                                        | Jef Courtens                       | Tempelplein                                              | Sittard             | brons                     |              |
|                    | (boom)                                                               |                                    | Dominicanenwal / Deken Tijssenstraat                     | Sittard             | brons                     |              |
| 1976 / 1999        | Jonas en de Walvis                                                   | Fons Bemelmans                     | Markt                                                    | Geleen              | brons                     |              |
| 1978               | Steenhouwer (reliëf)                                                 | Louis Reijnen                      | Marcellienstraat / Peschstraat                           | Geleen              | natuursteen               |              |
| 1979               | Koempel Sjeng                                                        | Hans Melis                         | Geraniumstraat                                           | Geleen              | brons                     |              |
| 1980               | Moeder en kind                                                       | Louis Reijnen                      | Dr. H. van der Hoffplein (voorheen bij raadhuis Markt 1) | Geleen              | marmer/travertin          |              |
| 1980               | Experimentele bouw                                                   | Louis Wierts                       | Gansbeek                                                 | Geleen              | staal                     |              |
| 1981               | Jo Erens                                                             | Gène Eggen                         | Rosmolenstraat, Jo Erens Plantsoen                       | Sittard             | basaltlava                |              |
| 1981               | Spelende Kinderen                                                    | Piet Berghs                        | Brouwersstraat / Marcellienstraat                        | Geleen              | brons                     |              |
| 1982               | (reliëfs)                                                            | Piet Berghs                        | Rijksweg-Noord, kerk                                     | Geleen              | brons                     |              |
| 1982 / 2009        | Glaner wiefke                                                        | Pierre Lumey                       | Markt                                                    | Geleen              | brons                     |              |
| 1983               | Speelkwartier                                                        | Jef Courtens                       | Verdistraat                                              | Geleen              | zandsteen                 |              |
| 1984               | Zittesje Sjnaak                                                      | Louis Wierts                       | Brandtstraat                                             | Sittard             |                           |              |
| 1985               | Electron                                                             | W. Snelder                         | Mijnweg                                                  | Geleen              | rvs                       |              |
| 1985               | Verbinding                                                           | Harry Vromen / Louis Reynen        | Toscane / Laan van Algarve                               | Geleen              | dolomiet granulaat        |              |
| 1986               | De Zawpens                                                           | Charles Dumernit                   | Burgemeester Kotenplein                                  | Grevenbicht         | brons                     |              |
| 1987               | Europa en de stier                                                   | Gjus Roebroek                      | Stadspark                                                | Sittard             | marmer                    |              |
| 1987 / 1995 / 2013 | Maske Daol                                                           | Marij Heijligers                   | Platz                                                    | Limbricht           | kunststof                 |              |
| 1988               | Esculaapteken                                                        | Jos Hermans                        | Wilhelminastraat                                         | Sittard             | brons                     |              |
| 1988               | Verbroederingssteen                                                  | Piet Berghs                        | Rijksweg                                                 | Geleen / Sittard    | steen / brons             |              |
| 1988               | Wandreliëf                                                           | Hilde Möhring                      | Wieër                                                    | Sittard             | kunststof                 |              |
| 1989               | De Sjöt                                                              | Armand Mathijs                     | Peschstraat / Marcellienstraat                           | Geleen              | brons                     |              |
| 1989               | Stadsfontein                                                         | Rob Roquas / Joop Utens            |                                                          | Sittard             | hardsteen                 |              |
| 1990               | Drie Griekse Godinnen                                                | Jo Ramakers                        | Norbertijnenstraat                                       | Geleen              | brons                     |              |
| 1991               | Oude man                                                             | Armand Mathijs                     | Bernhardstraat / Mauritslaan                             | Geleen              | brons                     |              |
| 1991               | Fluitspeler 'De Syrinx'                                              | Jo Ramakers                        | Pieterstraat bij Hubertushuis (De Boew)                  | Geleen              | brons                     |              |
| 1991               | Chemiezuil                                                           | Piet Berghs                        | Annastraat (voorheen Rijksweg C/Groenstraat)             | Geleen              | Stenen zuil en rvs bijl   |              |
| 1992               | Bokkenrijder                                                         | Han van Wetering                   | Victoriastraat / Fortunapark                             | Geleen              | brons                     |              |
| 1992               | Phoenix (mythologische vogel)                                        | Wim Steins                         | Binnenplein Olympiastaete                                | Geleen              | brons                     |              |
| 1993 / 2009        | Frenske van Zitterd (buste)                                          | Julja Spijkers                     | Ophoven / Haagstraat                                     | Sittard             | brons / kunsthars         |              |
| 1993               | Das                                                                  | Sandra Schoenmakers                | Henri Hermanslaan / Leidekkersdreef, park                | Geleen              | brons                     |              |
| 1993               | (geen naam)                                                          | André Volten                       | Poststraat                                               | Sittard             | rvs / graniet             |              |
| 1993               | Krombroodrapers                                                      | Yol van Esch-Corbey                | Limbrichterstraat                                        | Sittard             | brons                     |              |
| 1993               | Vastelaovesmonement                                                  | Désirée Tonnaer                    | Helstraat / Paradijsstraat                               | Sittard             | brons                     |              |
| 1994               | Arc de Triomphe                                                      | Appie Drielsma                     | Raadhuisstraat / Rijksweg                                | Geleen              | beton                     |              |
| 1994               | De Navel van Limburg                                                 | Gjus Roebroek                      | Oude Markt                                               | Sittard             | brons                     |              |
| 1994               | Oranjeboom (replica van origineel uit 1938)                          | Eugène Quanjel                     | Emmaplein                                                | Geleen              | stalen buizen en bollen   |              |
| 1994               | Straattheater                                                        | Han van Wetering                   | Rijksweg Centrum / Passage                               | Geleen              | brons                     |              |
| 1995               | Appel                                                                | Felix van de Beek                  | Bradleystraat                                            | Sittard             | marmer                    |              |
| 1995               | De wachter                                                           | Jo Ramakers                        | Meeuwenlaan / Kluis                                      | Geleen              | brons                     |              |
| 1995               | Charles Beltjens (buste)                                             | Gjus Roebroek                      | Kerkepad, Jardin d’Isabelle                              | Sittard             |                           |              |
| 1996               | Bergmonster                                                          | Lo van der Linden                  | Oranjelaan / Beekstraat                                  | Geleen              | metaal                    |              |
| 1996               | Skulptuur                                                            | Juul Sadée                         | Haagstraat / Kromstraat                                  | Sittard             | brons / graniet           |              |
| 1996               | Tröötemenkes                                                         | Sjer Jacobs                        | Paardestraat                                             | Sittard             | brons                     |              |
| 1997               | Beeldenreeks                                                         | Francis von Wahlde                 | Heistraat / Brandstraat                                  | Einighausen         | cortenstaal               |              |
| 1997               | Bessemebènjer                                                        | Niek Geelen                        | Kerkstraat                                               | Born                | brons                     |              |
| 1998               | De Reubevraeter                                                      | Charles Dumernit                   | Sint Willibrorduslaan / Obbichter Markt                  | Obbicht             | brons                     |              |
| 1999               | De Overtocht(1568) Willem van Oranje                                 | Louis Reijnen                      | Maasstraat                                               | Obbicht             | graniet                   |              |
| 1999               | Notre Reine, Déesse de vignes                                        | Marie-José Gerads                  | Peterstraat / Raadhuisplein                              | Munstergeleen       | brons                     |              |
| 2000               | De valkenier                                                         | Wim Rijvers                        | Allee                                                    | Limbricht           | brons                     |              |
| 2000               | Verticale spiraal                                                    | Piet Killaars                      | Kampstraat / Seringenlaan                                | Geleen              | rvs                       |              |
| 2000               | Ziepesjprengesj                                                      | Tanja Webbers                      | Puttstraat                                               | Sittard             | brons                     |              |
|                    | (man zit)                                                            |                                    | Heistraat / Brandstraat                                  | Einighausen         |                           |              |
| 2003               | De Aafgebrende Gaaskaetel (monument)                                 | Jo Ramakers                        | Molenstraat                                              | Geleen              | brons / natuursteen       |              |
| 2003               | Toon Hermans                                                         | Loek Bos                           | Kapittelstraat                                           | Sittard             | brons                     | Toon Hermans |
| 2004               | Sanderbout(St. Barbara)                                              | John Deckers                       | Bremstraat / Anjelierstraat                              | Sittard             | rvs / /brons              |              |
| 2004               | Toon Hermans (buste)                                                 | Diny van Gansewinkel               | Begijnenhofstraat                                        | Sittard             | brons                     | Toon Hermans |
| 2005               | Louvermen                                                            | Sjra Schoffelen                    | Dorpsstraat                                              | Buchten             | brons                     |              |
| 2005               | Oorlogsmonument bij de sluis                                         | Miel Jaspers                       | Obbichterweg / Julianalaan                               | Obbicht             | beton / smeedijzer        |              |
| 2006               | Zuster Aloysia Löwenfels                                             | Jos Hermans                        | Geenstraat                                               | Geleen              |                           |              |
| 2009               | Bertha Franssen (buste)                                              | Lily Dols-Slenter                  | Doctor Poelslaan / Rijksweg Noord                        | Geleen              | kunststof                 |              |
| 2009               | De Mijnpoort                                                         | Louis Reijnen                      | Mauritslaan                                              | Geleen              | graniet                   |              |
| 2010               | Chel Savelkoul                                                       | Willy De Bruijn                    | Dijk / Oude Veerstraat                                   | Grevenbicht         | Kunststof                 |              |
| 2012               | De nieuwe Leefgemeenschap                                            | Piet van Meel                      | Martensweg / Ankerweg                                    | Holtum              | rvs / glas-in-lood        |              |
| 2015               | Thur Laudy                                                           | Cyriel Laudy                       | Deken Tyssenstraat / Begijnenhofwal                      | Sittard             |                           |              |
| 2018               | Eenheid in verscheidenheid                                           | Eleni Kamma                        |                                                          | Born Geleen Sittard | staal                     |              |
| 2018               | Frits Rademacher (reliëf)                                            | Sjra Schoffelen                    | Kapittelstraat                                           | Sittard             | brons                     |              |
| 2018               | 't Dansmarieke (van VV De Sjoutvotte)                                | Armand Mathijs                     | Daalstraat / Kluis                                       | Geleen              | brons                     |              |
| 2022               | Entgen Luijten                                                       | Ankie Vrolings                     | Kasteel Limbricht                                        | Limbricht           |                           |              |
| 2022               | Entgen Luijten                                                       | Marij Heijligers                   | Kasteel Limbricht                                        | Limbricht           | brons                     |              |